# Басаргіна
Басаргіна́ (рос. Басаргина) — присілок у складі Голишмановського міського округу Тюменської області, Росія.
Населення — 8 осіб (2010, 11 у 2002).
Національний склад станом на 2002 рік:
- росіяни — 100 %